# سیات لئون

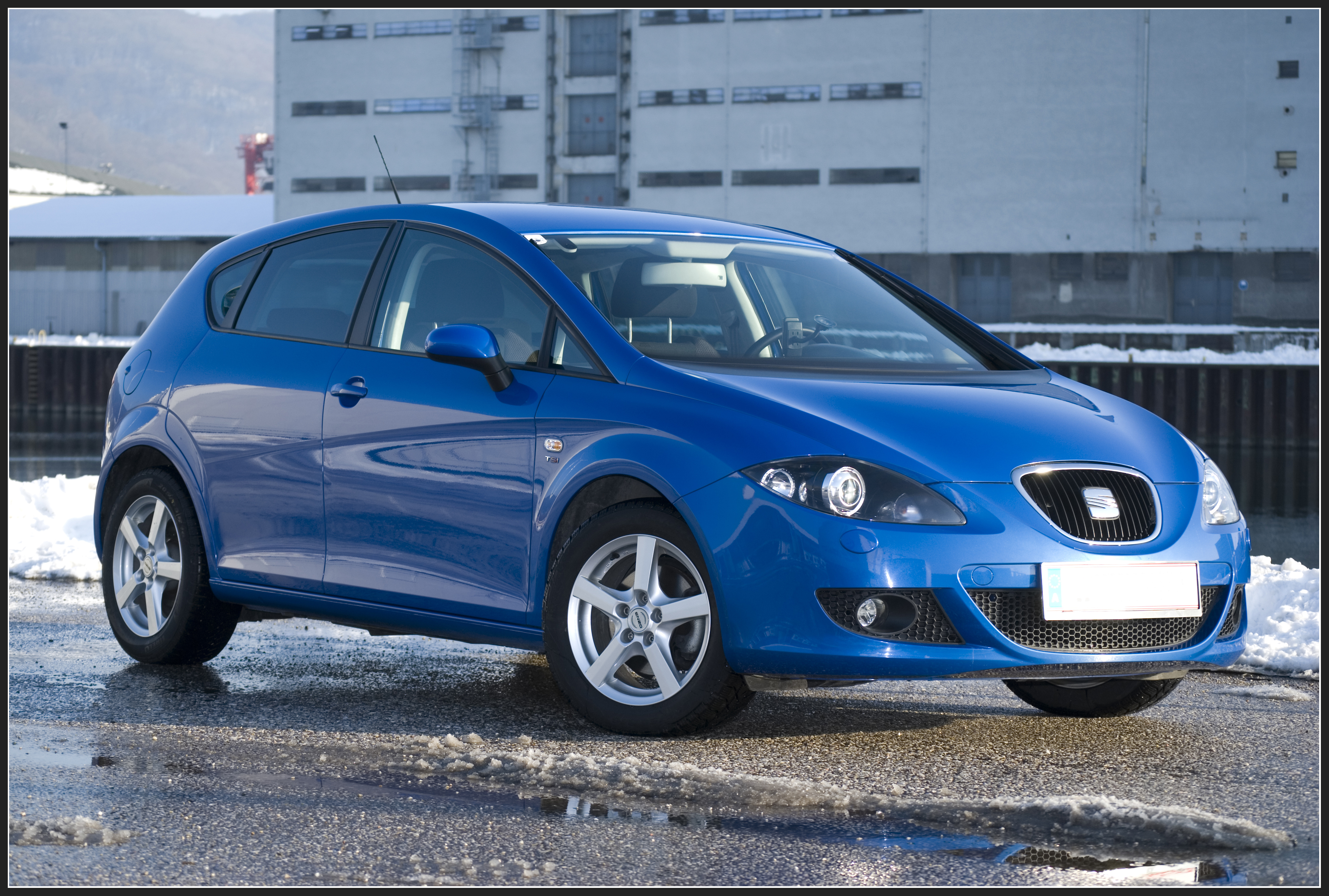

سیات لئون (SEAT León) خودرویی است که در سال‌های ۱۹۹۸ و ۲۰۰۶–کنون در مارتورل، اسپانیا، بروکسل، بلژیک، تولید شده‌است.
این خودرو در کلاس خودرو کامپکت قرار گرفته، طراحی آن موتور جلو، خودرو محور جلو، خودرو چهار چرخ محرک بوده است.